# Formación del Estado contemporáneo
La formación del Estado contemporáneo es el proceso de desarrollo de las estructuras de gobierno centralizadas que se originaron en Europa a partir de la segunda mitad del siglo XVII y que se expandieron posteriormente por todo el mundo. La formación del Estado ha sido objeto de estudio por parte de muchas disciplinas de las ciencias sociales. En tales estudios se suelen diferenciar dos tipologías estatales: los Estados primitivos (aquellos que se desarrollaron desde sociedades sin Estado y de los que se ocupa otro artículo) y los Estados contemporáneos (que se tratan en éste). Hay distintas teorías que explican la formación de los estados primitivos y de los contemporáneos, y los debates académicos son abundantes al respecto.

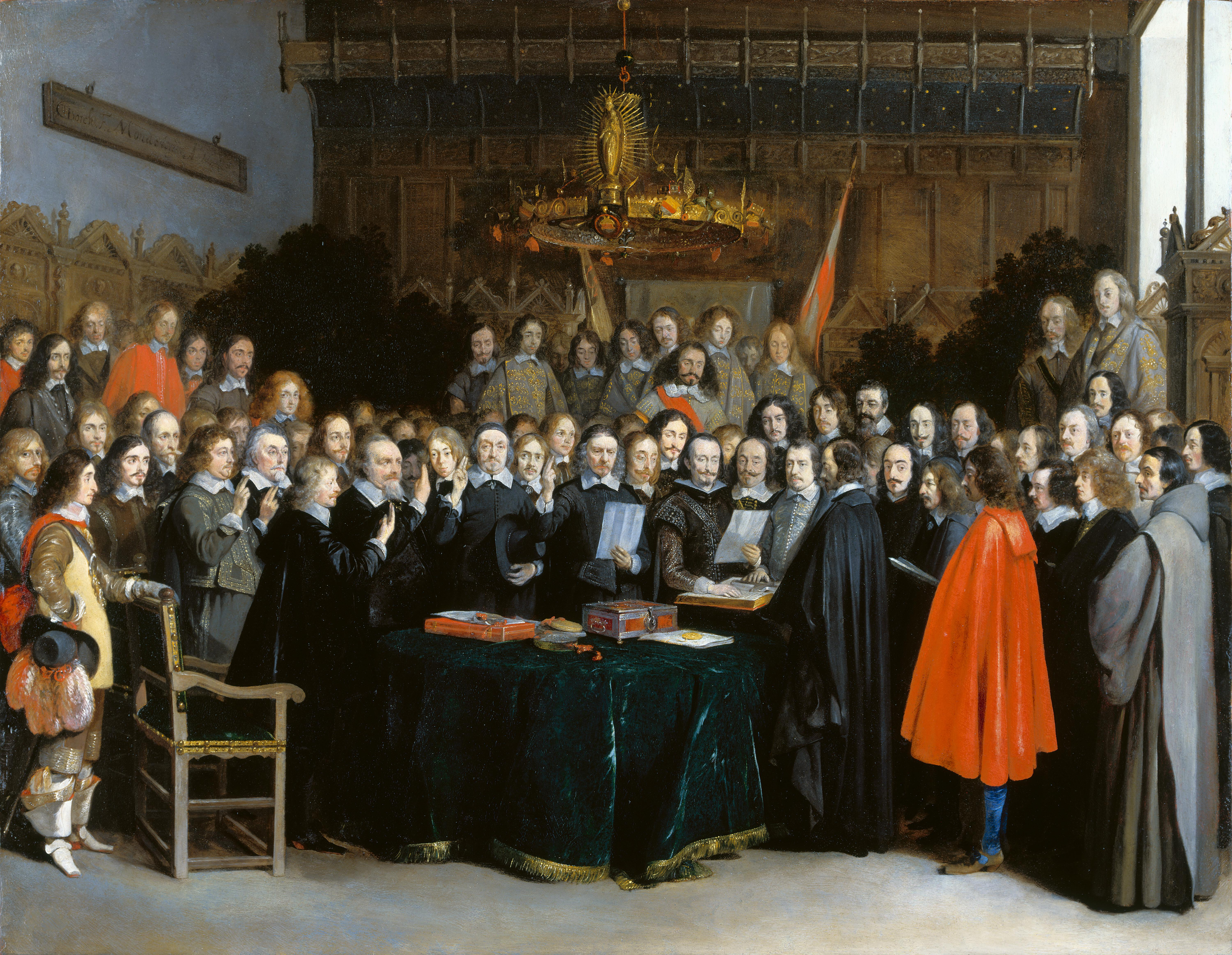
Ratificación de la Paz de Westfalia entre España y las Provincias Unidas de los Países Bajos en el ayuntamiento de Münster, 15 de mayo de 1648 (Gerard Ter Borch, Rijksmuseum, Ámsterdam)

## El Estado
No hay un consenso claro acerca de las características definitorias del Estado: su definición puede cambiar significativamente basándose en el contexto. Sin embargo, por parte de los investigadores dedicados al estudio de su formación, el Estado es considerado generalmente como una unidad política delimitada territorialmente y que dispone de instituciones centralizadas para la administración del gobierno, lo que lo distingue de otras unidades sociales sin tales instituciones, como las tribus.

## Investigación
Las investigaciones acerca de la formación de los Estados tal y como hoy los conocemos han sido realizadas sobre todo desde los ámbitos de la Ciencia política y la Sociología. En las décadas de 1940-1950 y coincidiendo con el comienzo de la descolonización, la atención comenzó a centrarse en los procesos de formación y construcción del Estado nación, caracterizado por una significativa burocracia, capacidad impositiva y soberanía territorial. Las teorías actuales se han orientado hacia la creación de modelos que expliquen su desarrollo en Europa a partir del final de la Edad Media, con la aparición de los Estados modernos, que posteriormente evolucionaron y se extendieron globalmente con el colonialismo. Hay investigadores que sostienen que el Estado-nación se formó en otras partes del mundo con anterioridad al colonialismo, aunque luego fue reemplazado por las estructuras coloniales.
Max Weber fue uno de los primeros politólogos, sociólogos y/o antropólogos que se dedicaron a estudiar estos procesos, sobre todo a partir de la década de 1970. La cuestión fue enfocada a menudo como si se tratara de una disputa entre fuerzas estatales y sociales, dedicándose también al estudio de como el Estado se convirtió en preeminente sobre sociedades concretas.

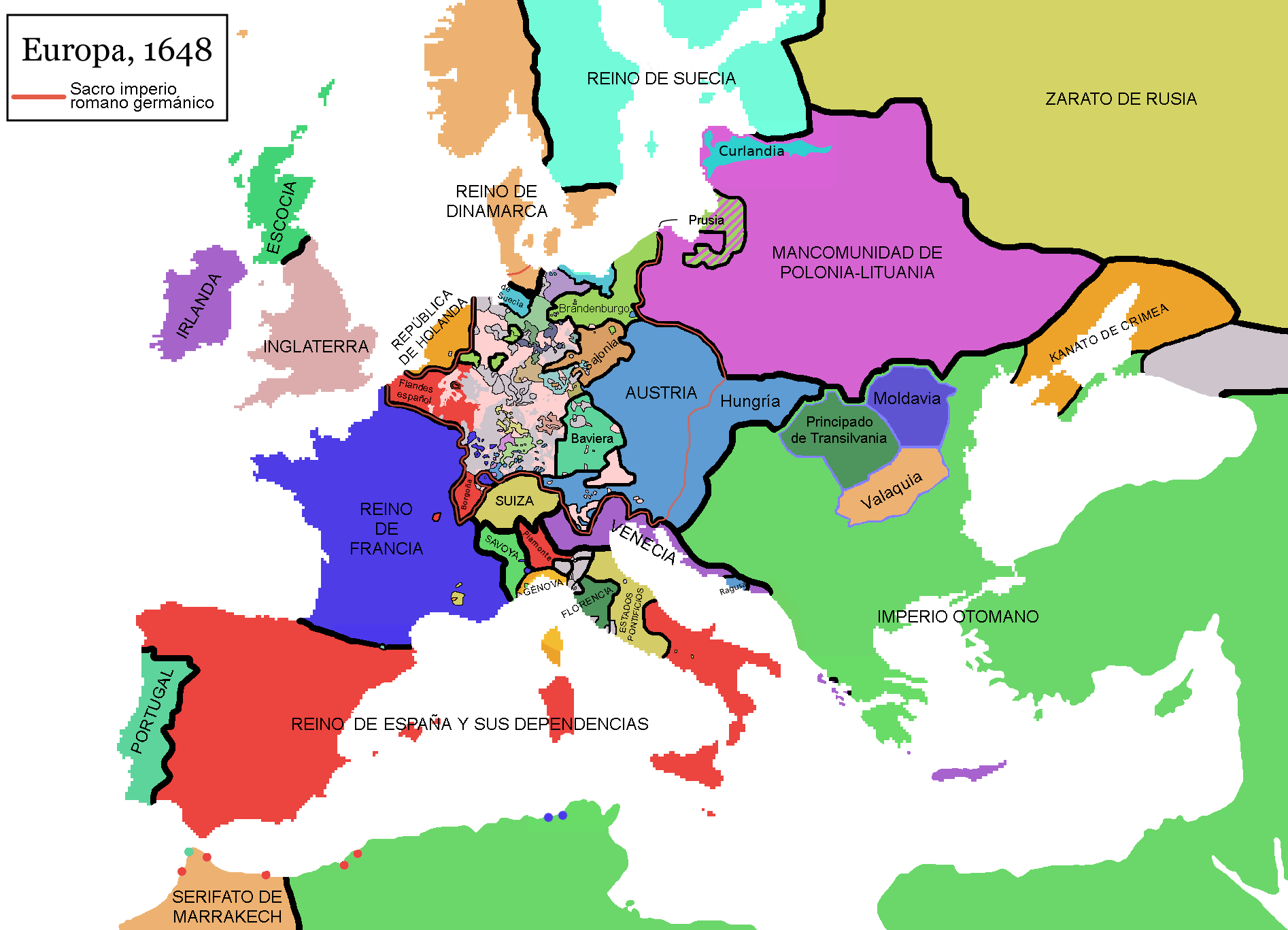
Mapa de Europa en 1648, al finalizar la guerra de los treinta años.

## Formación de los Estados contemporáneos
Durante la Edad Media (ss.V-XV) hubo una cierta variedad de formas de autoridad política distribuidas por Europa: señores feudales, imperios, autoridades religiosas, ciudades libres y otros. Después de firmarse la Paz de Westfalia en 1648 comenzó a desarrollarse en Europa el Estado-nación, caracterizado por su gran capacidad tributaria, control coercitivo de su población y burocracia avanzada. Esta tipología institucional se convirtió en la habitual en Europa durante los siglos siguientes, antes de que se extendiese por el resto del mundo como consecuencia del colonialismo y las presiones internacionales en los siglos XIX y XX. Estados de características similares se desarrollaron en África y Asia con anterioridad a esta expansión, pero fueron desplazados en su mayoría por el dominio colonial.
Diferentes hipótesis han intentado crear un marco explicativo que contenga los mecanismos fundacionales del Estado contemporáneo:

### Teorías relacionadas con la guerra
Existen dos tesis relacionadas entre sí, basadas en el papel que los avances militares y la guerra jugaron en la formación del Estado. Charles Tilly destacaba en su propuesta que el Estado se desarrolló en gran parte como consecuencia de los "artífices estatales", individuos que pretendían aumentar las contribuciones que podían obtener de la gente que estaba bajo su control y para conseguirlo utilizaron como medio de presión la guerra continua entre ellos mismos. Los siglos de incesantes conflictos en Europa y el constante incremento de los costes de ejércitos masivos y sus armas de fuego, obligaron a los señores de la guerra a encontrar medios para financiar la lucha y el control del territorio más efectivamente. El Estado-nación representaba para ellos la oportunidad de construir estructuras tributarias y el entramado coercitivo que implementaría la tributación, aunque también ofrecería la garantía de protección contra otros Estados, factor que pudo inclinar a mucha gente a otorgar su aprobación  a este proceso.
Por su parte, Geoffrey Parker y Michael Roberts no creen que el elemento causal primario fueran los "artífices estatales" en sí mismos, sino simplemente las revoluciones militares que permitieron el desarrollo de ejércitos cada vez mayores. Sus argumentos consisten en que el Estado se convirtió en la única unidad administrativa que consiguió sobrevivir al conflicto bélico constante de la Europa de esa época, debido a que solamente ésta pudo organizar ejércitos suficientemente grandes. Tal perspectiva de que el Estado-nación reemplazó el caos y la violencia generalizada con unas estructuras disciplinarias internas ha sido acusada de etnocentrismo y de obviar la violencia ejercida por los propios Estados contemporáneos.

### Teorías de la crisis feudal
Otra hipótesis sostiene que el Estado se desarrolló apartado de las crisis económicas y sociales que fueron constantes en la Europa tardomedieval. Para ello se argumenta que las guerras religiosas entre católicos y protestantes y el compromiso de los líderes en los dominios de otros caudillos debido a razones religiosas fueron los primeros problemas tratados con la Paz de Westfalia. Pero la teoría marxista sostiene que la crisis económica del feudalismo obligó a la aristocracia a adoptar aquellas formas de organización que les permitieran conservar el poder económico y que éstas desembocaron en la formación del Estado contemporáneo.

### Teorías culturales
Algunos investigadores, muy relacionados con la Antropología, han puesto el énfasis en que el Estado es ante todo un artefacto cultural y se han centrado en el papel que el simbolismo jugó en la formación del Estado. Más explícitamente, algunos estudios destacan cómo la creación de una identidad nacional y una ciudadanía fueron cruciales en el proceso. Así, el Estado no sería simplemente una autoridad militar o económica, sino que también incluiría componentes culturales creados con el consentimiento de la gente, que le otorgó derechos y elementos hasta entonces comunes.

## Formación del Estado contemporáneo en el resto del mundo
En ciertas partes de África, Iberoamérica y otras áreas del mundo los Estados-nación fueron creados sin influencia europea y con anterioridad al colonialismo. A pesar de lo cual, la mayor parte de los estudios relacionados con África se han centrado en cómo se desarrollaron los Estados durante el periodo post-colonial. Siendo la guerra condición primordial en muchas de las hipótesis relacionadas con Europa, con el desarrollo del principio internacional de no intervención la importancia de este elemento se ha visto reducida en detrimento de otros factores, que incluirían entre ellos la imposición colonial, la asimilación, el préstamo cultural y otros procesos políticos internos.
Una teoría explícita es la de John W. Meyer, World Society Theory, en la cual sostiene que la figura del Estado-nación fue difundida desde Europa e institucionalizada en la ONU, para, gradualmente, convertirse en el fundamento de ambos. Además, como desde sus inicios los Estados contemporáneos (como Reino Unido, Estados Unidos o Francia) tomaron posesión de significativos imperios en buena parte del resto del mundo, a veces se sostiene que establecieron los principios institucionales y sus desarrollos futuros, siendo cualquiera de los dos impuestos o copiados de ellos debido a que se percibían como exitosos.